# Bundesstraße 448

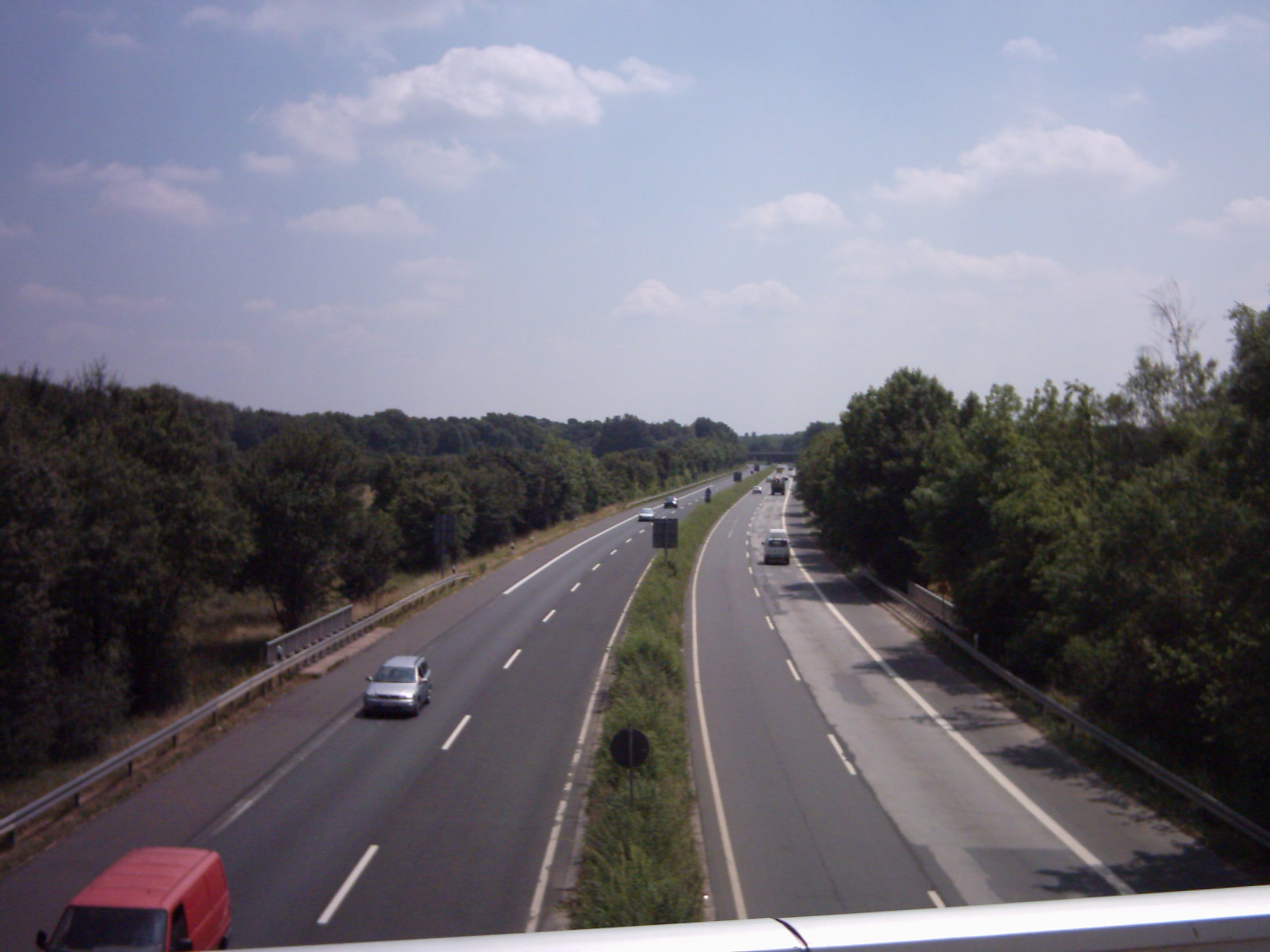
B 448 bei Offenbach-Bieber

Die Bundesstraße 448 (Abkürzung: B 448) ist eine kurze Bundesstraße, welche vom Stadion am Bieberer Berg (Bundesstraße 43) in Offenbach am Main bis zum Tannenmühlkreisel bei Rodgau-Weiskirchen führt. Dort mündet sie in die Bundesstraße 45. Diese stellt den Anschluss an die Bundesautobahn 3 her.
Die Bundesstraße 448 führt in ihrem Verlauf von der Bieberer Straße in Offenbach aus vorbei an Offenbach-Bieber, Offenbach-Bieber-Waldhof, Mühlheim-Lämmerspiel, Obertshausen und Rodgau-Weiskirchen. Der Abschnitt zwischen Offenbach und Obertshausen wurde 1975 als Umgehungsstraße für den Offenbacher Stadtteil Bieber angelegt. Ursprünglich war am Bieberer Berg eine Kreuzung der B 448 mit der B 43 geplant. Die B 448 sollte über den Bieberer Berg an Bürgel vorbei über den Main bis an die Hanauer Landstraße in Frankfurt am Main gebaut werden. Die kreuzende Straße sollte über den Offenbacher Buchhügel bis an die Bundesautobahn 661 reichen.
Die Pläne wurden verworfen. Das als Kleeblatt geplante Straßenkreuz wurde damals aber bereits gebaut und so stehen seither die Straßenstümpfe (bei 50° 5′ 52″ N, 8° 48′ 23″ O) in der Bieberer Landschaft.
Im östlichen Verlauf sollte die Straße als B 448 n an die B 469 ebenfalls vierspurig mit der A 45 AS Mainhausen verbunden werden (diese Anschlussstelle ist bereits als Autobahnkreuz vorbereitet). Mit dem sechsspurigen Ausbau der A 3 wurde dieser Plan ebenfalls fallengelassen.
Ein Teil der geplanten Strecke wurde mittlerweile zweispurig als L 2310 Seligenstadt gebaut.

## Geplante Abschnitte
Auf Offenbacher Gebiet ist eine Verlängerung der B448 geplant. Es wurden verschiedene Varianten geprüft. 2020 hat sich der Magistrat der Stadt Offenbach auf eine Lösung festgelegt, diese sieht vor von der Anschlussstelle Bieber-Nord entlang der Bahnlinie bis zur ehemaligen Deponie Grix von dort aus weiter zur Laskabrücke.